# Ribersborg badeanstalt
Ribersborg badeanstalt (svensk: Ribersborgs kallbadhus; i folkemunde bare Kallis eller Ribban) er en badeanstalt på Ribersborgsstranden i Malmø, Sverige. Badeanstalten har separate afdelinger for damer og herrer, og i hver afdeling findes både en brændeovnssauna og en elektrisk opvarmet sauna. Badeanstalten har også restaurant.
Badeanstalten opførtes 1898 på foranledning af stokkefabrikant C E Richter, men ødelagdes af en storm i 1902 og måtte genopføres. I forbindelse med Den baltiske Udstilling i 1914 afholdtes svømme- og vandpolokonkurrencer ved badeanstalten. I første haldel af 2009 blev badeanstalten renoveret, mest af alt fordi pælene som anstalten hviler på var ved at forvitre. Malmø bys fritidsforvaltning kritiseredes for ikke at have gjort noget tidligere. Badeanstalten genindviedes den 13. juli 2009 med ny forpagter der tager sig af driften og restaurationsvirksomheden. Ribersborgs kallbadhus blev erklæret byggnadsminne den 14. august 1995.